# Pokémon Stadium 2
Pokémon Stadium 2, conocido en Japón como Pokemon Stadium Kin Gin (ポケモンスタジアム金銀 Pokemon Sutajiamu Kin Gin?, lit. Pokémon Stadium Oro Plata), es un videojuego editado el 19 de octubre de 2001 para Nintendo 64, siendo la secuela directa de Pokémon Stadium. En esta segunda parte, al igual que en la primera, puedes librar combates Pokémon en 3D, con multitud de modos de juego.
Al igual que su predecesor, en esta entrega el objetivo principal es ganar las batallas, vencer entrenadores, superar copas y gimnasios, para finalmente enfrentar el último desafío. Esta vez, tienes 100 nuevos pokémon para escoger, la temática de la Región de Johto, nuevos ataques, la incursión de los ítems y compatibilidad con las nuevas versiones Oro, Plata y Cristal junto a las antiguas Rojo, Azul y Pokémon Amarillo.

## Modos de Juego

### Ciudad Blanca
El principal modo de juego. Incluye diversos sitios (muchos de ellos heredados de la primera entrega) con distintas posibilidades y opciones:

#### Estadio
Donde las principales batallas se llevan a cabo. Se divide en 4 modos, dos de ellos tienen los niveles Poké Ball, Great Ball, Ultra Ball y Master Ball, haciendo un total de 10 copas:
- Little Cup: Aprovechando la opción de Crianza de los juegos de Gameboy, se estrena este modo de batalla, usando sólo pokémon básicos de nivel 5 (el nivel en que nacen los huevos), la mayoría con ataques heredados, según las características que posee la crianza y la herencia de poderosos ataques.

- Poké Cup: El torneo oficial de la Liga Pokémon, se puede usar casi cualquier criatura (salvo Mewtwo, Mew, Lugia, Ho-Oh y Celebi) entre los niveles 50 y 55. Tiene 4 niveles.

- Prime Cup: Un legado de Pokémon Stadium, usa el mismo campo de batalla. Se acepta cualquier pokémon de cualquier nivel, casi sin ninguna restricción.

- Challenge Cup: Modo nuevo de este juego. Según el nivel que se elija, se dará un equipo aleatorio de pokémon en nivel 30, 45, 60 o 75, al igual que a los entrenadores oponentes. Así se comprueba la eficacia y adaptabilidad del entrenador a las distintas situaciones, muy pocas veces se ve un muy buen pokémon con un muy buen ataque. Tiene 4 niveles de dificultad.

Reglas Generales del Estadio: Reglas generales para las batallas en el estadio (y casi todas las batallas del juego) son:
- Prohibido usar la misma especie de pokémon más de una vez.
- Prohibido usar el mismo ítem en más de un pokémon.
- De los 6 pokémon que tienes en tu equipo, se debe escoger tres para cada combate.
- Reglas del último Pokémon:Si tu último Pokémon usa Explosion o Selfdestruct, tú pierdes, aun así si el último pokémon rival pierde. Destiny Bond y Perish Song siempre fallan en el último pokémon.
- No se puede tener 2 pokémon congelados o dormidos al mismo tiempo. Sí es posible tener un pokémon congelado y otro dormido.

Regla especifica del Estadio: Si se vence a un oponente sin perder ningún pokémon, se obtiene una vida extra. En caso de que en una batalla posterior el jugador sea derrotado, puede pelear contra él nuevamente.

#### Batalla Libre
Hasta 4 jugadores pueden participar. Se eligen 6 de entre los 246 pokémon rentables, o del cartucho de Game Boy, se le eligen ítems y luego se elige en que orden entrarán a la batalla. Si juegan más de dos personas, se formarán equipos y cada jugador elige 3 pokémon de esos 6 previamente escogidos.

#### Gym Leader Castle
Al igual que la primera entrega, pero esta vez con los líderes de Johto. Ahora también la cantidad de entrenadores previos varía, puede ir desde 4 (como Whitney) hasta 0 (como Jasmine). Cuando se vencen a los 8 líderes, se abre la posibilidad de enfrentarse a la Liga Johto, y finalmente, al campeón.
- Falkner (Se especializa en pokémon voladores)
- Bugsy (Se especializa en pokémon bicho)
- Whitney (Se especializa en pokémon Normal)
- Morty (Se especializa en pokémon Fantasma)
- Jasmine (Se especializa en pokémon Acero)
- Chuck (Se especializa en pokémon Lucha)
- Team Rocket (No es un líder, pero hace mención al largo evento que ocurre con ellos en la trama del juego de Gameboy)
- Pryce (Se especializa en pokémon Hielo)
- Clair (Se especializa en pokémon Dragón)

Elite Four Johto:
- Will (Se especializa en pokémon Psíquico)
- Koga (Se especializa en pokémon Veneno)
- Bruno (Se especializa en pokémon Lucha)
- Karen (Se especializa en pokémon Siniestro)

Campeón Lance (Se especializa en pokémon Dragón)
Luego aparecerá la opción de combatir contra los Líderes Pokémon de Kanto, y finalmente contra el campeón de todo el juego, Red.
Reglas Generales Gym Leader Castle:
- Si se pierde con un entrenador (o Elite Four) se debe comenzar nuevamente ese gimnasio.
- Todos los entrenadores usarán pokémon de nivel 50. Sin embargo, si alguno de tus pokémon posee un nivel superior a 50, todos los pokémon oponentes tendrán el mismo nivel que tu pokémon de más alto nivel.
- Las reglas generales

##### Enseñar ataques
Cada vez que se vence a Lance en Gym Leader Castle usando sólo pokémon del juego de GameBoy, aparece la opción de re-enseñarle a algún pokémon de nuestro equipo algún ataque que haya aprendido (de forma natural) en el transcurso del juego de GameBoy.

#### Kid's Club
Posee dos modalidades, uno de preguntas y otro de minijuegos. En el modo de preguntas, se realizan distintas interrogantes sobre diversas cosas de Pokémon, de entrenadores del estadio y de tramas del juego de GameBoy; y 4 opciones, consiste en dar la alternativa correcta. Cuando se responde incorrectamente se descuentan 10 segundos. Se dispone de en total de 60 segundos.
El modo de minijuegos, es el tradicional que ya se inició en la primera entrega. Contiene 12 minijuegos con distintos pokémon (de Kanto y Johto), también posee un "Modo Torneo" en que se compite contra la computadora para obtener cierta cantidad de monedas, el que llegue a un total predeterminado, es el campeón. La mejora con respecto a la anterior entrega, es que ahora es posible "robar" monedas a otros jugadores, haciendo mucho más dinámica la participación. Estas monedas a su vez, si es que se posee un Transfer Pak con un Juego Pokémon para Game Boy y el ítem Coin Case en dicho juego, sirven para el casino de Ciudad Azulona (Pokémon Rojo, Azul y Amarillo) y Ciudad Trigal (Pokémon Oro, Plata y Cristal). Otra opción que tiene el Transfer Pak es la posibilidad de usar Pokémon que se posean en el juego de GameBoy en los minijuegos en que sean compatibles
- Gutsy Golbat: Golbat vuela por una oscura cueva intentando conseguir corazones que aparecen en el aire, mientras esquiva Magnemite, presionando el botón A se puede golpear a otros Golbat y robarle sus corazones. Al final se descubre que Jynx lanzaba besos amorosos, produciendo el desmayo de todos los Golbat, salvo el que obtuvo más. (Nota: Si se posee un Crobat en el juego de GameBoy, éste puede participar)
- Topsy Turvy: 4 Hitmontop usan su ataque Triple Kick para empujarse mutuamente fuera de una arena, el que llega a 5 puntos gana. Este minijuego recuerda mucho al anime Beyblade.
- Clear-Cut Challenge: Scyther y Pinsir usan sus cuchillas y pinzas respectivamente para cortar troncos. Estos troncos poseen una línea blanca, intentando cortarlo lo más cerca posible de aquella línea para obtener más puntos. (Nota: Si se posee un Scizor en el juego de Gameboy, éste puede participar)
- Furret's Frolic: 4 Furret golpean con la cabeza pokebolas que caen en el tablero para llevarlas a sus respectivas porterías. A medida que avanza el juego, caen superbolas (2 puntos), ultrabolas (3 puntos) y bolas maestras (5 puntos). (Nota: Si se posee un Girafarig en el juego de GameBoy, éste puede participar)
- Barrier Ball: 4 Mr. Mime colocados en porterías usan su ataque barrera para golpear pokebolas que salen desde el centro, con el fin de anotar en una portería oponente.
- Pichu's Power Plant: Remake del minijuego de Pokémon Stadium. Pichu se encuentra con 4 ampolletas a su alrededor, se encenderán aleatoriamente con luces verdes (presionar botón B) o azules (presionar botón A), apretando correctamente Pichu cargará electricidad, el que cargue primero gana. (Nota: Si se posee un Pikachu o un Elekid en el juego de GameBoy, éste puede participar)
- Rampage Rollout: Donphan corre por una pista dando 9 vueltas a ésta, los Donphan que no ganen estas vueltas parciales, pueden usar torbellinos para dificultar dicha pista. La última vuelta se hace con el ataque Rollout y finalmente un Donphan gana.
- Streaming Stampede: Cleffa e Igglybuff se colocan en sus puestos, mientras una serie de pokémon corren en estampida por el estudio, los jugadores los cuentan. A medida que el minijuego avanza, también lo hace la dificultad, contando más de un pokémon a la vez o contando sólo uno pero bastantes corren en estampida. El último conteo es un "Cuentalos a Todos". El objetivo es dar conteos lo más acertados posibles.
- Tumbling Togepi: Remake del minijuego Run Rattata! Run! de Pokémon Stadium. Togepi corre por una pista de obstáculos, en los que hay piedras y Dugtrio que lo hacen tropezar y plantas que lo retrasan, junto a unas flechas azules que le aceleran el paso. El primero que llega a la meta gana. (Nota: Si se posee un Omanyte en el juego de GameBoy, éste puede participar)
- Delibird's Delivery: Delibird debe correr hacia una dispensadora de regalos, la cual arroja aleatorios objetos de diverso puntaje, cada objeto va a la bolsa de este pokémon y lo hace más pesado, haciendo que su regreso sea más lento, sumado a eso Swinub cruza por la pista, golpeando a los Delibird y botando el contenido de las bolsas. Si se recoge el mismo ítem continuadamente, se consiguen bonificaciones.
- Egg Emergency: Huevos caen del cielo, y Chansey debe colocarse en posición correcta para agarrar los más posibles, esquivando a los Voltorb que también caen y que electrocutan a Chansey, haciendo que pierda algunos huevos.
- Eager Eevee: 4 Eevee dan vueltas en un círculo que en su centro tiene una canasta, cuando ésta se descubre hay una fruta debajo, e Eevee debe agarrarla, el primero que la agarre acumula puntos. De vez en cuando también sale Pineco que causa una infracción a quien lo golpee.

Cabe destacar que como una mejora del anterior Pokémon Stadium, si ocurre empate entre dos o más jugadores, se pasa a una ronda de desempate, que consiste en una pregunta al azar del Modo de Preguntas.

#### Earl' Academy
Para ayudar a los novatos y, también experimentados, en diversos tópicos del mundo pokémon.
La Escuela posee tres niveles, Trainer el inicial, con los conceptos básicos del juego y batalla, Gym Leader con temas más complejos como ítems y crianza, y Elite Four, con temas avanzados como el clima, combos, etc.
Luego, está la Biblioteca, con una muy completa guía sobre pokémon (de las dos generaciones), ataques, huevos, controles, ítems, etc. Al principio la información de los juegos de Oro, Plata y Cristal está bloqueada, pero una vez que te gradúes de la escuela, podrás acceder a ella.

#### Oak's Lab
Permite una exhaustiva organización e interacción entre los juegos de Game Boy. Compatible con Rojo, Azul, Amarillo, Oro, Plata y Cristal, posee un pokedex sobre las 251 especies, un Mi PC y un Bill's PC mucho más completo y amigable que el de GameBoy, permite intercambiar pokémon incluso entre generaciones (Rojo y Plata, por ejemplo), entre otras opciones.

#### GB Tower
Teniendo un Transfer Pak y un juego de Pokémon Rojo, Azul, Amarillo, Oro, Plata o Cristal conectados, es posible jugarlos en el Nintendo 64. Al comienzo de la emulación, aparece la opción Load Little y Load Max, esto significa si se cargan los datos del juego a medida que este se desarrolle (menú PAUSA, algunos colores, sonidos, etc.) o se carguen todos los datos inmediatamente, lo cual toma algo más de tiempo.
Cuando se vence el Estadio o Gym Leader Castle se da la Doduo's Tower que duplica la velocidad de emulación del juego de Gameboy, y cuando se vence el otro modo, se da Dodrio's Tower que lo triplica. Cabe decir que para esto funcione realmente, se debe haber completado la liga pokémon en el juego de Gameboy. Además, para que Doduo's Tower funcione en Oro, Plata y Cristal, se debe haber vencido al Rival.

#### My Room
Versión 3D de tu habitación en Pokémon Oro, Plata y Cristal. Ítems que se ganen de diversas maneras pueden ser usados aquí (o en el GameBoy) y vistos en 3D.

#### V/S Rival
Aparece cuando vences todo el Estadio y el Gym Leader Castle. El rival de Pokémon Oro, Plata y Cristal se enfrenta a ti usando Mewtwo, Ho-Oh y Lugia en nivel 100. Una vez que lo vences puedes acceder al Round 2, donde todo es más difícil.

### Batalla Ahora!
Para aquellos que quieran combatir inmediatamente. Luego de escoger el nivel de dificultad, se entrega un equipo aleatorio, y siguiendo las Reglas generales del Estadio se va a combatir.

### Modo VS
Para dos juegos de Gameboy Pokémon conectados, permiten batallas entre los equipos de los respectivos juegos, con diversas opciones.

### Opciones
Como el nombre lo indica, configuración de sonido, voz de narrador, etc. También es posible crear sets de reglas, los cuales pueden ser usados en el Modo VS y en Batalla Libre.

### Regalo Misterioso
Sólo compatible con Oro, Plata y Cristal. Una vez que se haya hablado con una niña en el Centro Comercial de Ciudad Trigal, ella aparecerá diariamente para dar al jugador un Regalo Misterioso, que puede ser recogido en Oak's Lab o usado en el juego de GameBoy directamente.

## Round 2
Una vez que se haya vencido al Rival, aparecerán los créditos del juego, junto a los 251 pokémon en 3D del juego, y la pantalla de título cambiará. Ahora es posible acceder al Round 2, el cual aumenta considerablemente la dificultad de las batallas en el Estadio y Gym Leader Castle, además modifica los pokémon que combaten en Batalla Ahora!, venciendo nuevamente Estadio y Gym Leader Castle aparece la opción V/S Rival nuevamente, una vez que se haya ganado la Batalla Final la pantalla de título cambiará nuevamente y el juego ha sido pasado.

### Pokémon de Premio
Cuando se vence por primera vez al Rival, se regalará un Farfetch'd con el ataque Baton Pass (Relevo). Al vencerlo en el Round 2, se regala un Gligar con Eartquake (terremoto)

## Mejoras con respecto a Pokémon Stadium

### Gráfica
La gran mayoría de los ataques han sido mejorados visualmente, por ejemplo las líneas de los ataques de fuego o de agua han sido suavizadas, Earthquake (Terremoto) es más colorido, los ataques de corte se ven más agresivos, los ataques eléctricos fueron muy redefinidos, las sombras y luces de los pokémon han sido ampliamente trabajadas. Los pokémon se ven mucho más 3D que en la anterior entrega, por ejemplo el fuego de Ponyta es más real, el humo de Gastly o Koffing es más acelerado, el brillo de Magneton es más real, el movimiento de Aerodactyl fue redefinido, etc.
Los escenarios han sufrido una gran mejora, el detalle gráfico aumentó considerablemente. Esto se aprecia en los Gimnasios de Kanto o en Prime Cup, que también fueron vistos en Pokémon Stadium

### Sonido y Música
Cuando un pokémon golpea el piso, una Poké Ball se abre, entre otros sonidos, han sufrido mejoras. La música ha cambiado casi por completo, y con amplias mejoras. La narración es mucho menos monótona, el narrador habla más compenetrado en la batalla. Así, menciona el clima, los tipos, los niveles, las "dificultades" por las que pasan los pokémon combatientes, entre otras cosas.

### Batallas
Sigue el esquema de combates de Oro, Plata y Cristal, que posee diferencias con las anteriores. Los nuevos tipos acero y oscuro (o siniestro) equilibran la balanza, dejando al tipo psíquico más equilibrado con respecto a Pokémon Stadium. La inclusión de ítems, y la aleatoriedad de estados como Confusión, Retroceso, Congelamiento, Dormido o Daño Crítico hace mucho menos predecible una batalla, por ejemplo ahora una confusión puede durar desde 1 hasta 6 o más turnos, cuando antes al tercer turno se estaba desconfundiendo como máximo.

### Jugabilidad
Mantiene exactamente la misma manera de batalla que tenía Pokémon Stadium, salvo que ahora es posible ver una pequeña leyenda junto a los ataques para conocer qué hace cada movimiento. Además ahora el juego siempre se toma unos cuantos segundos para elegir su ataque, dando la posibilidad más factible de cancelar una orden dada, antes si es que el jugador elegía el movimiento antes que la computadora, se disponía de poco menos de un segundo para presionar el botón L (cancelar) antes de pasar a la escena de intercambio de ataques.

### Compatibilidad
Los 6 juegos RPG disponibles para Gameboy sobre Pokémon están admitidos y son perfectamente relacionables (siempre y cuando las ediciones antiguas soporten pokémon y ataques de ediciones recientes). La mayoría de los pokémon atrapados en Rojo, Azul o Amarillo contienen una baya o algún otro ítem (incluso TM como "Puño Hielo") usable en Oro, Plata y Cristal. El pokedex contiene ambas ediciones, una para los primeros 151 pokémon y otra ampliada para los 251, con las respectivas ubicaciones y niveles de cada criatura; el mapa de Kanto es acorde al juego que se está observando, el de Johto no existe en Rojo, Azul o Amarillo, entre otras cosas.
A modo de curiosidad, la información de Pokémon Cristal está totalmente oculta al comienzo (incluso graduándose de la escuela), es necesario insertar un juego Pokémon Cristal en un Transfer Pak conectado para ver información sobre pokémon, Mov. Huevo o Tutores de movimiento.